# Buergenerula spartinae
Buergenerula spartinae är en svampart som beskrevs av Kohlm. & R.V. Gessner 1976. Buergenerula spartinae ingår i släktet Buergenerula och familjen Magnaporthaceae.   Inga underarter finns listade i Catalogue of Life.